# Јелисавета Чудотворка
Преподобна Јелисавета је хришћанска светитељка. У раној младости замонашила се у манастиру светог Козме и Дамјана у Цариграду. Себе је сматрала Христовом невестом, а овај свет као непостојећи. Због своје велике љубави према Богу била је веома милостива, нарочито према болеснима и несрећнима. У хришћанској традицији се помиње да је даром који јој Бог дао исцељивала болести и људе ослобађала њихових мука. На њеним ноћним молитвама многи су је виђали сву обасјану светлошћу. Хришћани верују да јој после смрти мошти нису иструлиле и да су чудотворне, тако да су вековима обилазили њен гроб. Умрла је 540. године.
Српска православна црква слави је 24. априла по црквеном, а 7. маја по грегоријанском календару.